# Catocala

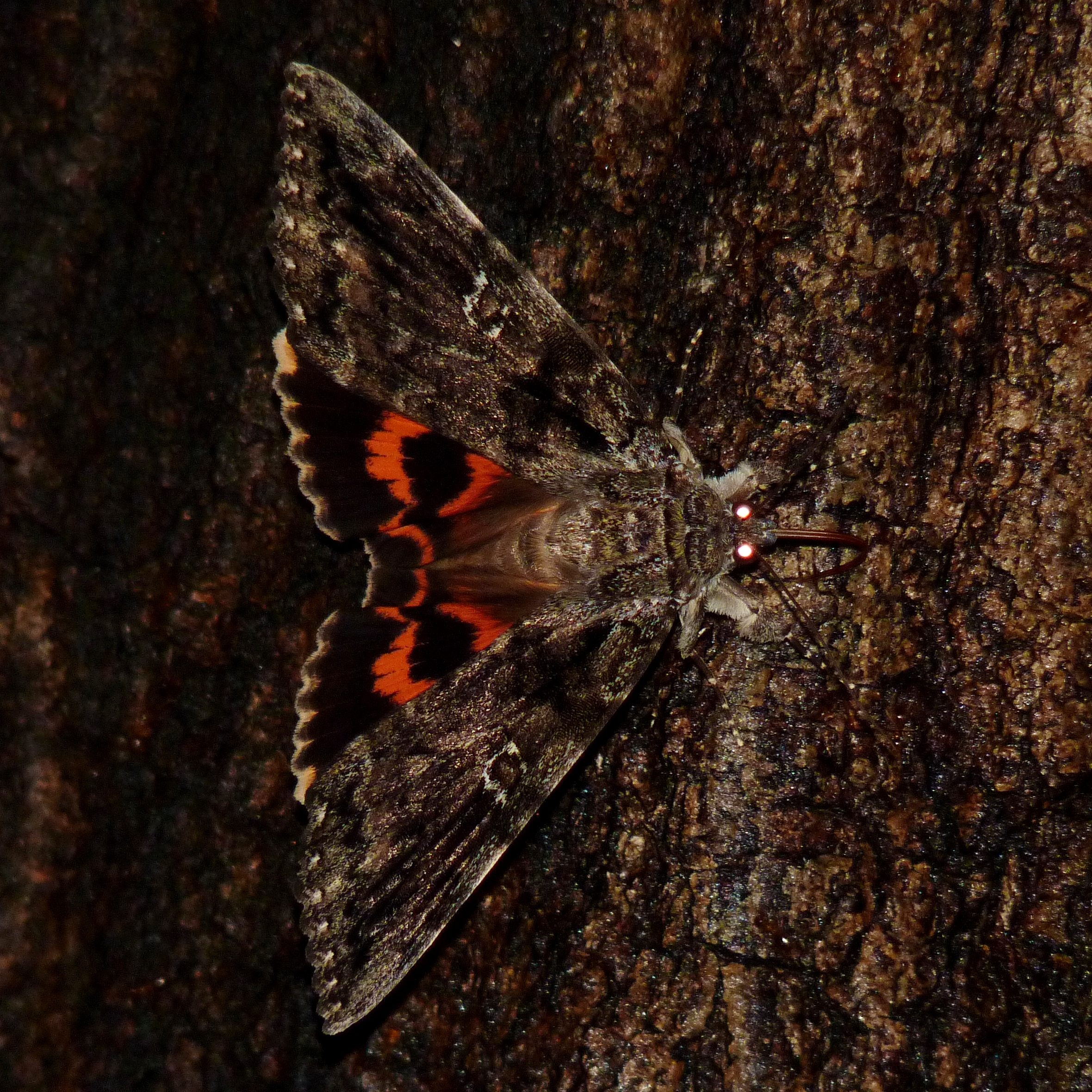
Catocala ilia

Catocala és un gènere de papallones nocturnes de la subfamília Erebinae i la família Erebidae. És membre de la tribu Catocalini.

## Taxonomia
El gènere havia estat anteriorment classificat dins la subfamília Catocalinae de la família Noctuidae. Diversos estudis morfològics i filogenètics completats des de 2000 han revisat en diverses ocasions les grans famílies de la superfamília Noctuoidea, i actualment una nova revisió continua en estudi.Un resum històric de la sistemàtica de la Catocalinae i Erebinae ha estat escrit per Holloway.

## Particularitats
Són de distribució Holàrtica. A Europa es troben unes 30 espècies i només poques es troben a la part nord de la zona neotropical i de la zona indomalaia.
Els membres d'aquest gènere tenen les ales anteriors de colors grisencs o marronosos imitant l'escorça dels arbres o fulles seques. Llevat de qualque excepció, com la Catocala obscura, les ales posteriors són de colors vius, com roig, groc, taronja o violeta, combinats amb franges negres. Aquests colors queden amagats però quan la papallona es troba en posició de repòs.

## Espèciespaleàrtiques
- Catocala abacta
- Catocala abamita (incl. C. scortum)
- Catocala actaea
- Catocala adultera
- Catocala aenigma Sheljuzhko, 1943
- Catocala aestimabilis
- Catocala afghana Swinhoe, 1885
- Catocala agitatrix (incl. C. mabella)
- Catocala amabilis
- Catocala amnonfreidbergi
- Catocala ariana Vartian, 1964
- Catocala armandi (incl. C. davidi)
- Catocala artobolevskiji Sheljuzhko, 1943
- Catocala bella (incl. C. serenides)
- Catocala bokhaica
- Catocala borthi Saldaitis, Ivinskis, Floriani & Babics, 2012
- Catocala brandti
- Catocala butleri
- Catocala catei Weisert, 1998
- Catocala chenyixini Ishizuka, 2011
- Catocala columbina
- Catocala coniuncta
- Catocala connexa
- Catocala contemnenda
- Catocala conversa
- Catocala danilovi Bang-Haas, 1927
- Catocala dariana Sviridov, Speidel, Reshöft, 1996
- Catocala davidi Oberthür, 1881
- Catocala deducta Eversmann, 1843
- Catocala dejeani (de vegades com a C. kuangtungensis)
- Catocala desiderata
- Catocala detrita Warren, 1913
- Catocala deuteronympha
- Catocala dilecta Hübner, [1808] (tipus d’Astiotes)
- Catocala disjuncta
- Catocala dissimilis (incl. C. nigricans)
- Catocala distorta Butler, 1889
- Catocala diversa
- Catocala doerriesi
- Catocala dotatoides
- Catocala dula
- Catocala duplicata
- Catocala editarevayae
- Catocala electa
- Catocala ella Butler, 1877
- Catocala ellamajor Ishizuka, 2010
- Catocala elocata
- Catocala eminens Staudinger, 1892
- Catocala eutychea
- Catocala flavescens
- Catocala florianii Saldaitis & Ivinskis, 2008
- Catocala formosana Okano, 1958
- Catocala fraxini (tipus d’Hemigeometra)
- Catocala fredi Bytinsky-Salz & Brandt, 1937
- Catocala fugitiva Warren, 1914
- Catocala fulminea (tipus d’Ephesia)
- Catocala fuscinupta
- Catocala gansan Ishizuka & M. Wang, 2013
- Catocala giuditta Schawerda, 1934
- Catocala haitzi Bang-Haas, 1936
- Catocala hariti Ishizuka & Ohshima, 2002
- Catocala helena
- Catocala hoenei Mell, 1936
- Catocala hoferi Ishizuka & Ohshima, 2003
- Catocala hymenaea
- Catocala hymenoides Draeseke, 1927
- Catocala hyperconnexa Sugi, 1965
- Catocala inconstans Butler, 1889
- Catocala infasciata Mell, 1936
- Catocala intacta
- Catocala invasa
- Catocala jansseni Prout, 1924
- Catocala jonasii Butler, 1877
- Catocala jouga Ishizuka, 2003
- Catocala juncta
- Catocala jyoka Ishizuka, 2006
- Catocala kaki Ishizuka, 2003
- Catocala kasenko Ishizuka, 2007
- Catocala koreana Staudinger, 1892
- Catocala kotschubeyi Sheljuzhko, 1927
- Catocala kuangtungensis
- Catocala kusnezovi Püngeler, 1914
- Catocala lara Bremer, 1861
- Catocala laura Speidel, Ivinskis & Saldaitis, 2008
- Catocala leechi
- Catocala lehmanni Speidel, Ivinskis & Saldaitis, 2008
- Catocala lesbia
- Catocala longipalpis Mell, 1936
- Catocala lupina Herrich-Schäffer, [1851]
- Catocala luscinia Brandt, 1938
- Catocala maculata Vincent, 1919
- Catocala mariana
- Catocala martyrum Oberthür, 1881
- Catocala maso Ishizuka, 2011
- Catocala mesopotamica
- Catocala mirifica Butler, 1877
- Catocala moltrechti Bang-Haas, 1927
- Catocala musmi
- Catocala naganoi Sugi, 1982
- Catocala nagioides
- Catocala naumanni Sviridov, 1996
- Catocala neglecta
- Catocala neonympha Esper, 1805 (tipus d’Eucora)
- Catocala nivea Butler, 1877
- Catocala nubila
- Catocala nupta
- Catocala nymphaea
- Catocala nymphaeoides Herrich-Schäffer, 1852
- Catocala nymphagoga
- Catocala oberthueri Austaut, 1879
- Catocala obscena Alphéraky, 1879
- Catocala ohshimai Ishizuka, 2001
- Catocala olgaorlovae
- Catocala optata
- Catocala optima
- Catocala pacta
- Catocala paki Kishida, 1981
- Catocala patala Felder & Rogenhofer, 1874
- Catocala pataloides
- Catocala persimilis
- Catocala pirata
- Catocala praegnax Walker, 1858
- Catocala prolifica Walker, 1857
- Catocala promissa
- Catocala proxeneta Alphéraky, 1895
- Catocala pudica Moore, 1879
- Catocala pudica sabine Saldaitis, Pekarsky & Borth 2014
- Catocala puella
- Catocala puerpera (tipus d’Eunetis)
- Catocala puerperoides
- Catocala remissa
- Catocala repudiata
- Catocala rhodosoma Röber, 1927
- Catocala seibaldi Saldaitis, Ivinskis & Borth, 2010 (incl. C. pseudoformosana)
- Catocala seiohbo
- Catocala separans
- Catocala separata
- Catocala sinyaevi Sviridov, 2004
- Catocala solntsevi
- Catocala sponsa
- Catocala sponsalis
- Catocala stamensis Kishida & Suzuki, 2002
- Catocala streckeri
- Catocala sultana (de vegades C. optata)
- Catocala svetlana Sviridov, 1997
- Catocala szechuena
- Catocala tapestrina Moore, 1882
- Catocala thomsoni Prout, 1924
- Catocala timur
- Catocala tokui
- Catocala toropovi Saldaitis, Kons & Borth, 2014
- Catocala triphaenoides Oberthür, 1881
- Catocala uljanae Sinyaev, Saldaitis & Ivinskis, 2007
- Catocala viviannae
- Catocala weigerti Hacker, 1999
- Catocala wushensis
- Catocala xarippe Butler, 1877 (abans C. fulminea)
- Catocala xizangensis Chen, 1991

## EspèciesNeàrtiques
- Catocala abbreviatella
- Catocala agrippina
- Catocala aholibah
- Catocala alabamae (incl. C. olivia, C. titania)
- Catocala allusa (de vegades C. faustina)
- Catocala amatrix (tipus de Lamprosia)
- Catocala amestris
- Catocala amica (tipus de Corisce)
- Catocala andromache
- Catocala andromedae
- Catocala angusi
- Catocala antinympha (tipus de Catabapta)
- Catocala atocala
- Catocala badia
- Catocala benjamini (abans C. andromache)
- Catocala blandula
- Catocala briseis
- Catocala caesia
- Catocala californica (incl. C. erichi)
- Catocala californiensis
- Catocala cara
- Catocala carissima (abans C. cara)
- Catocala cerogama
- Catocala charlottae (de vegades C. praeclara)
- Catocala chelidonia
- Catocala cleopatra (de vegades C. faustina)
- Catocala clintoni
- Catocala coccinata
- Catocala concumbens
- Catocala connubialis
- Catocala consors
- Catocala crataegi
- Catocala dejecta
- Catocala delilah
- Catocala desdemona (incl. C. ixion, abans C. delilah)
- Catocala dulciola
- Catocala electilis
- Catocala epione (tipus de Mormonia)
- Catocala faustina
- Catocala flebilis
- Catocala francisca (de vegades C. hermia)
- Catocala frederici
- Catocala gracilis
- Catocala grisatra
- Catocala grotiana
- Catocala grynea
- Catocala habilis
- Catocala hermia (incl. C. sheba)
- Catocala herodias
- Catocala hippolyta (de vegades C. semirelicta)
- Catocala ilia
- Catocala illecta
- Catocala innubens
- Catocala insolabilis
- Catocala irene
- Catocala jair
- Catocala jessica (incl. C. babayaga)
- Catocala johnsoniana
- Catocala judith
- Catocala junctura (incl. C. elsa, C. stretchii)
- Catocala lacrymosa
- Catocala lincolnana
- Catocala lineella (abans C. amica)
- Catocala louiseae (incl. C. protonympha)
- Catocala luciana
- Catocala maestosa
- Catocala manitoba (de vegades C. praeclara)
- Catocala marmorata
- Catocala mcdunnoughi
- Catocala meskei
- Catocala messalina (tipus d’Andrewsia)
- Catocala micronympha
- Catocala minuta
- Catocala mira
- Catocala miranda
- Catocala muliercula
- Catocala nebulosa
- Catocala neogama (incl. C. euphemia)
- Catocala nuptialis
- Catocala obscura
- Catocala ophelia
- Catocala orba
- Catocala palaeogama (de vegades C. neogama)
- Catocala parta
- Catocala piatrix
- Catocala praeclara
- Catocala pretiosa (abans C. crataegi)
- Catocala relicta
- Catocala residua
- Catocala retecta
  - Catocala (retecta) luctuosa
- Catocala robinsoni
- Catocala sappho
- Catocala semirelicta (incl. C. nevadensis, C. pura)
- Catocala serena
- Catocala similis
- Catocala sordida
- Catocala subnata
- Catocala texanae
- Catocala ulalume
- Catocala ultronia
- Catocala umbrosa
- Catocala unijuga
- Catocala verrilliana
- Catocala vidua Smith, 1797
- Catocala violenta
- Catocala whitneyi

## Espècies seleccionades

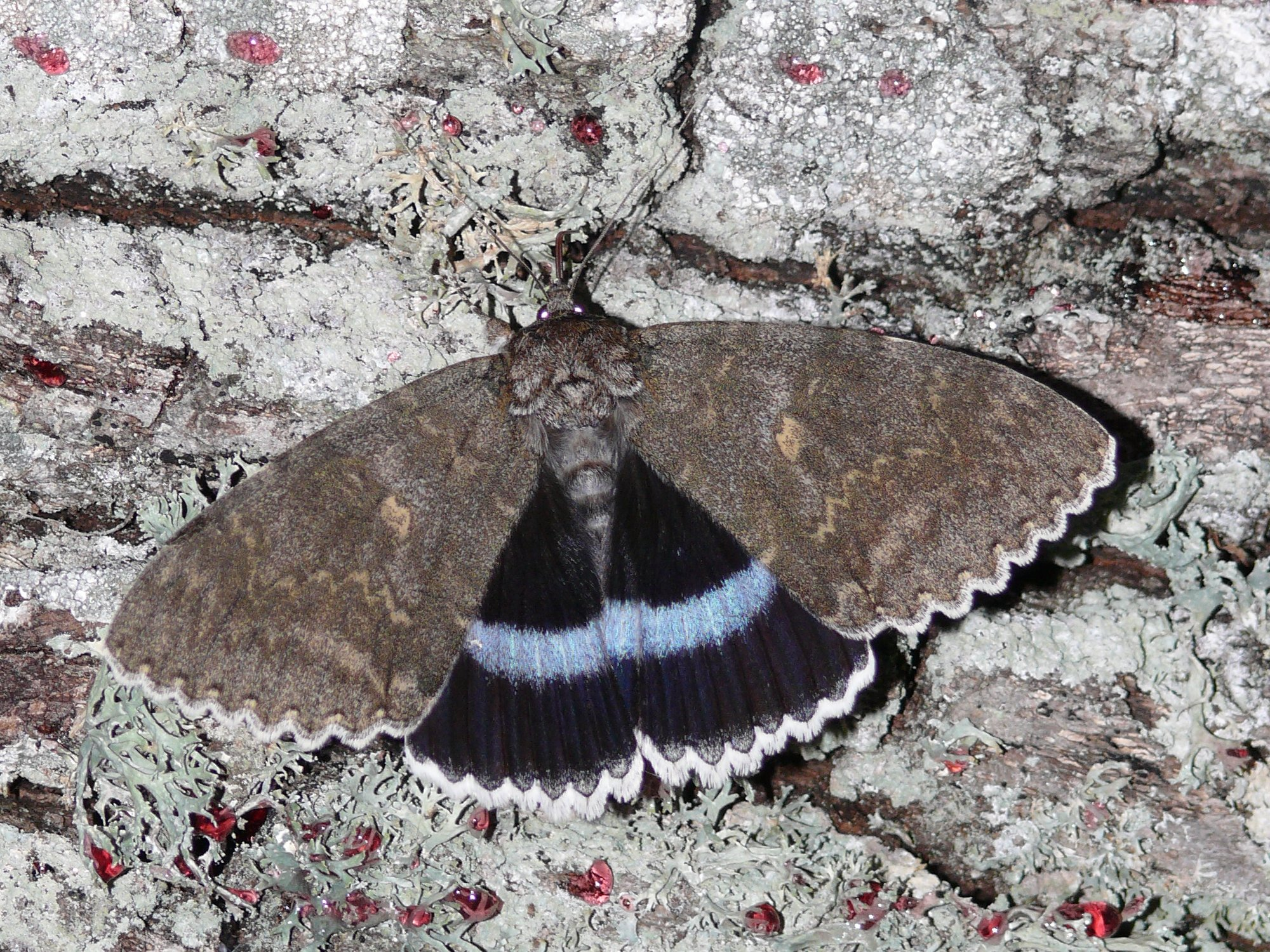
Catocala fraxini
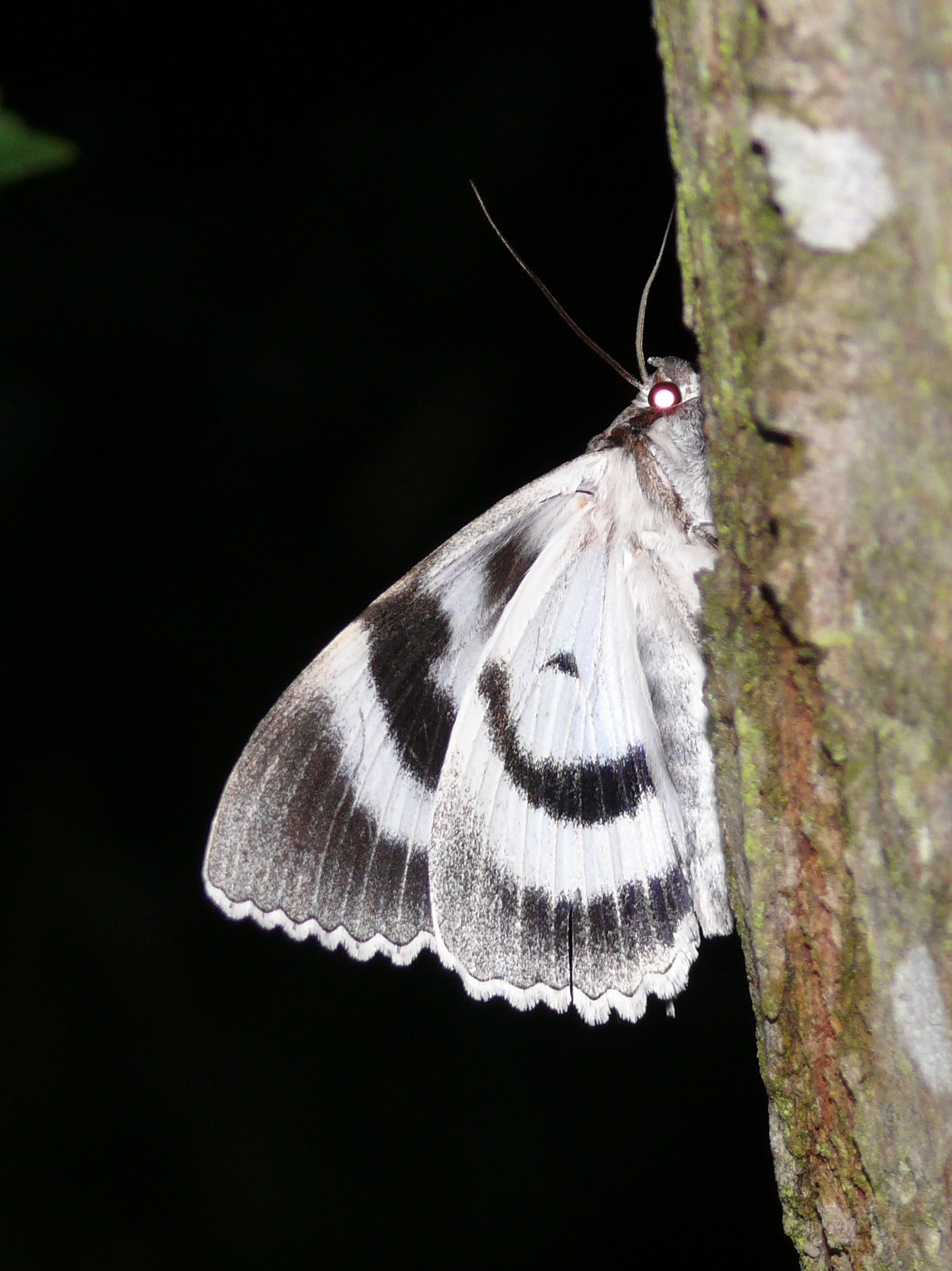
C. fraxini vista de sota
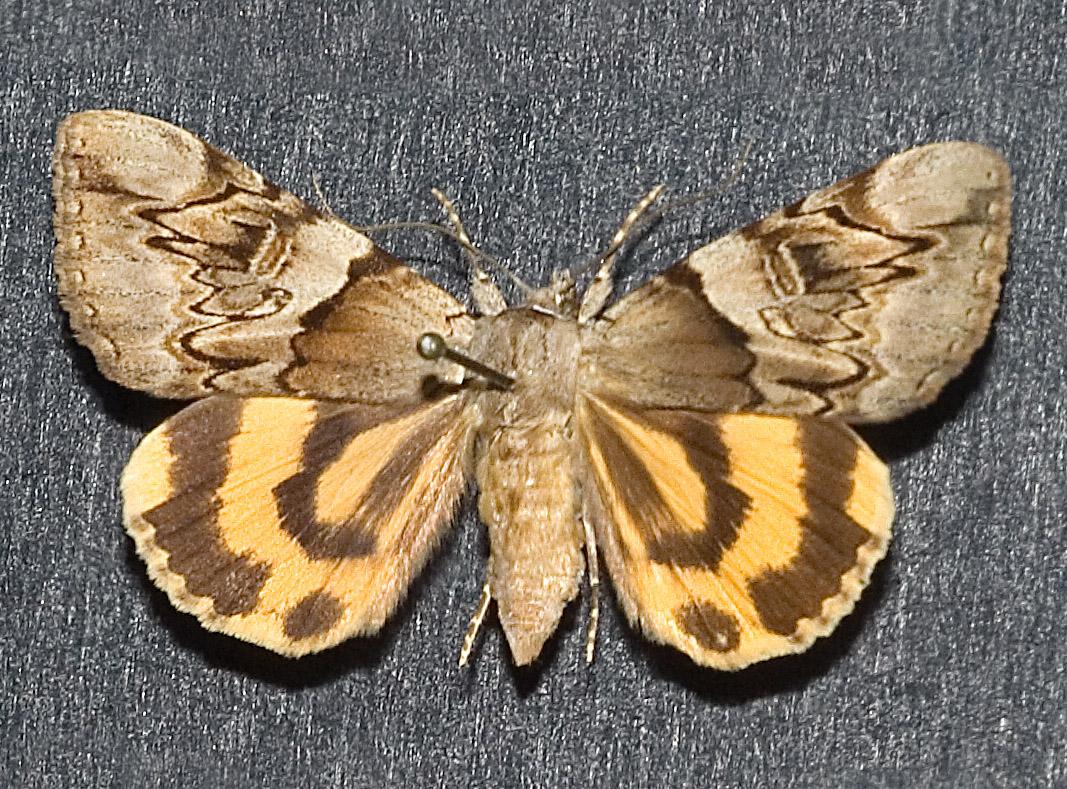
Catocala fulminea
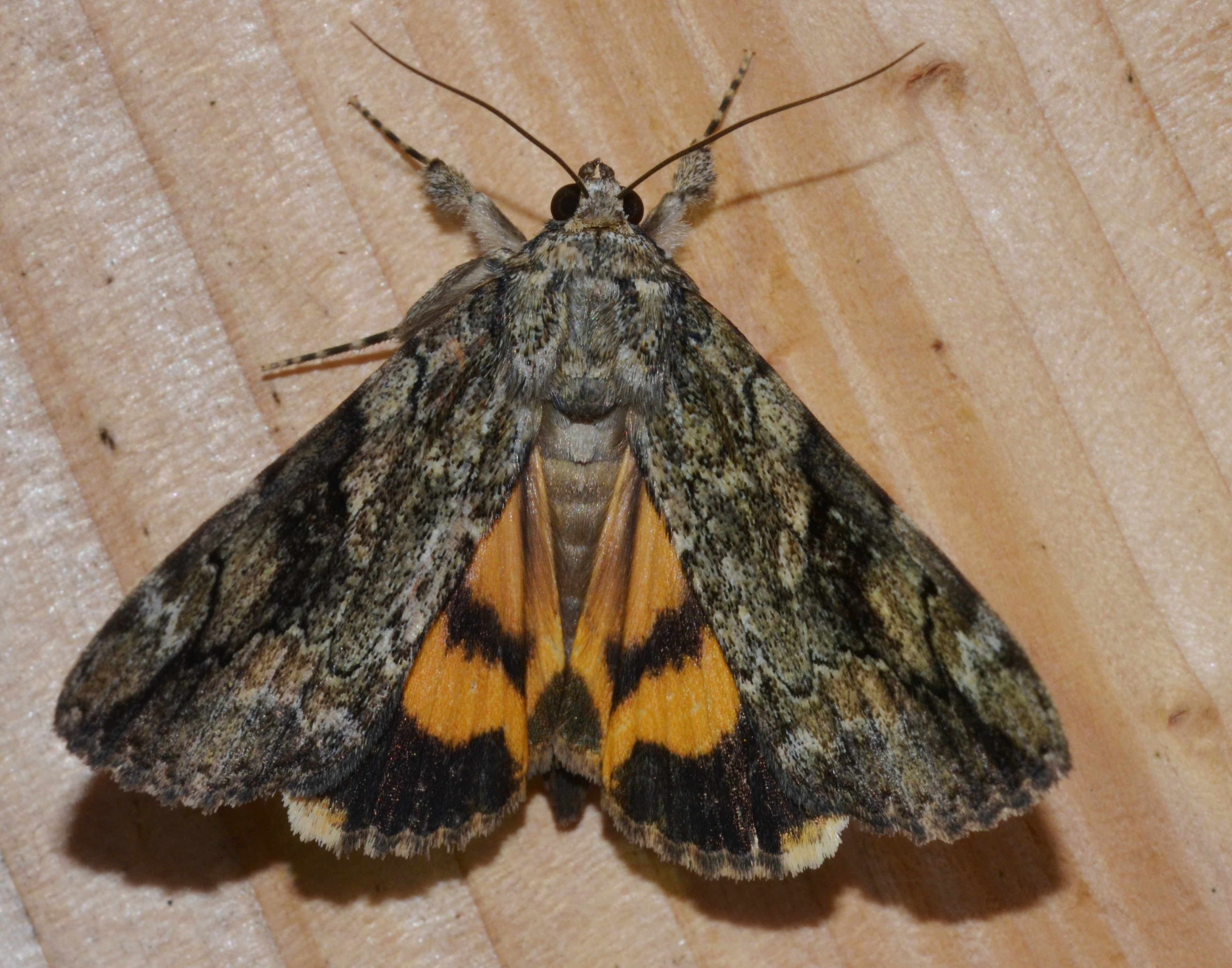
Catocala micronympha
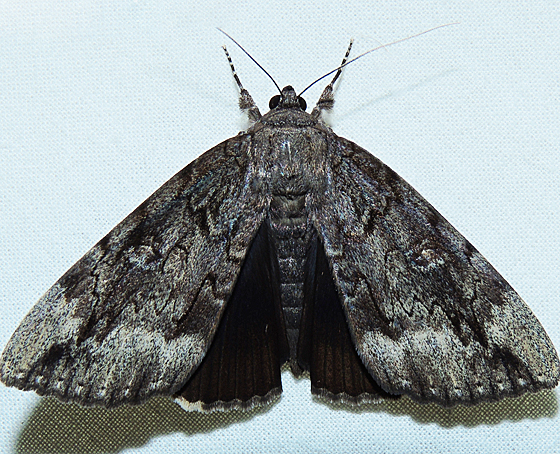
Catocala obscura
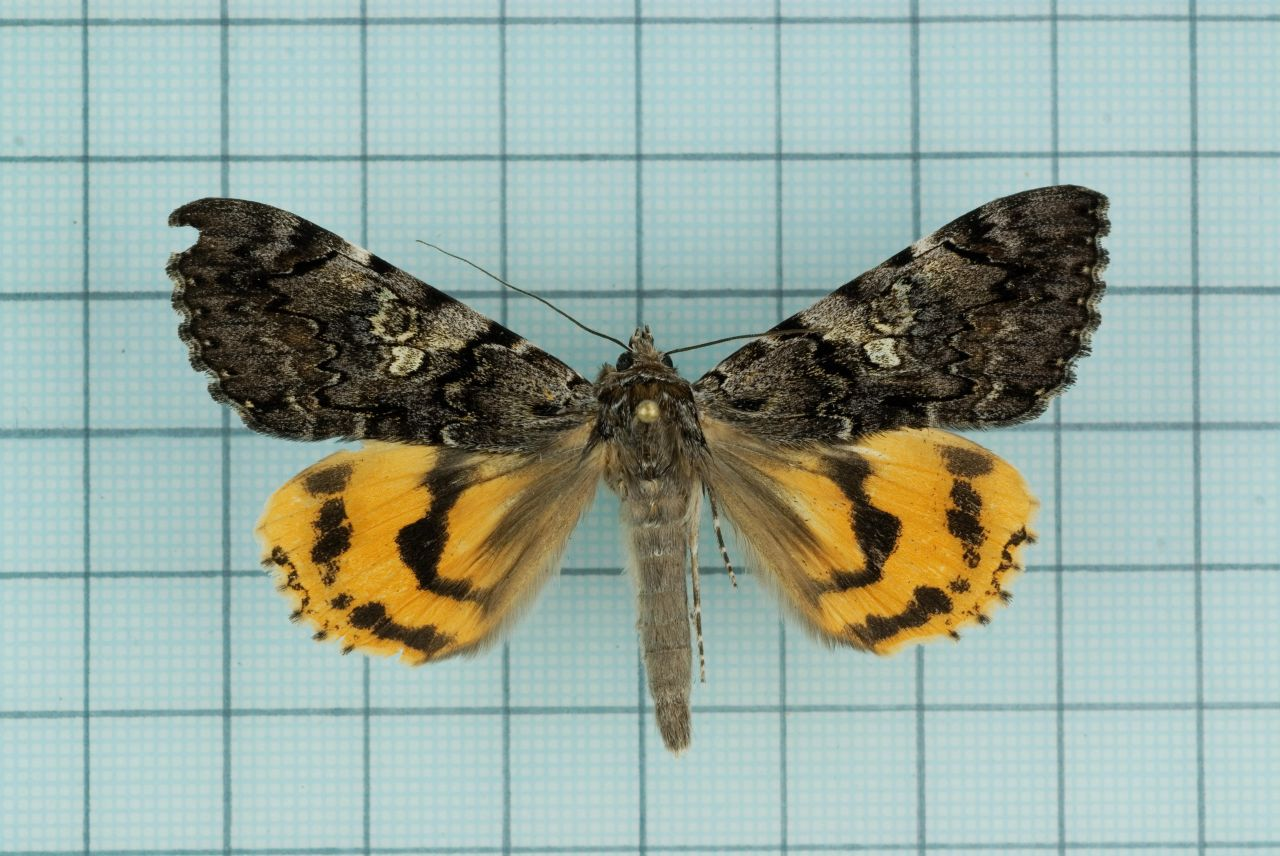
Catocala armandi
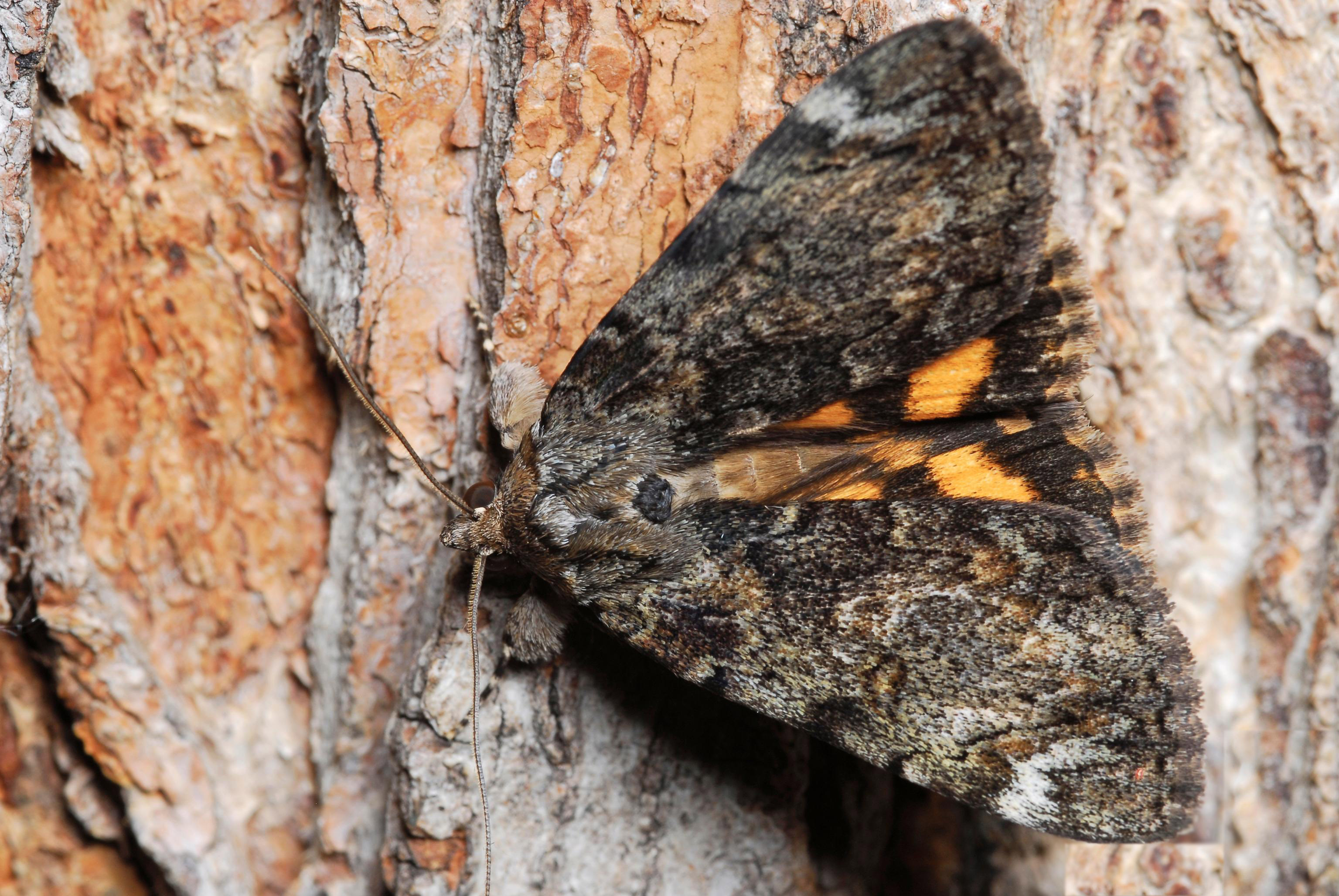
Catocala minuta
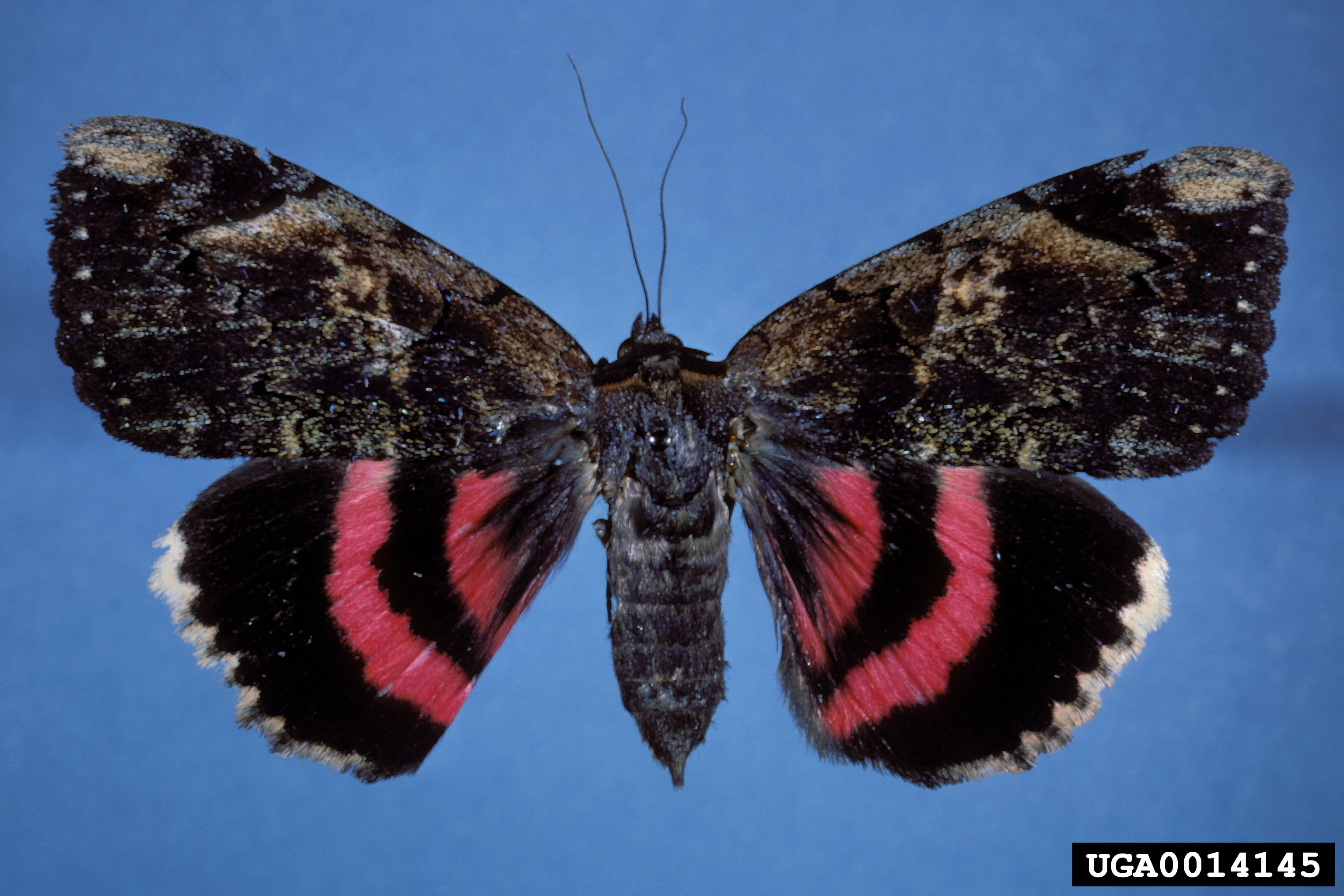
Catocala carissima
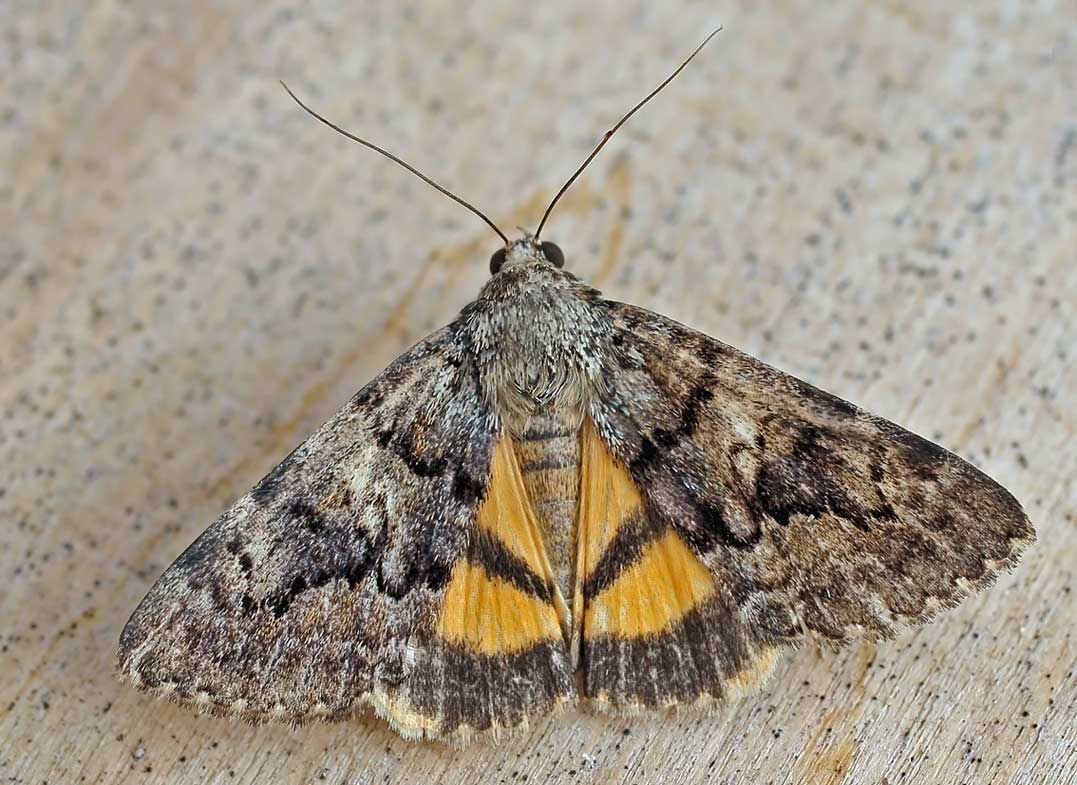
Catocala nymphaea
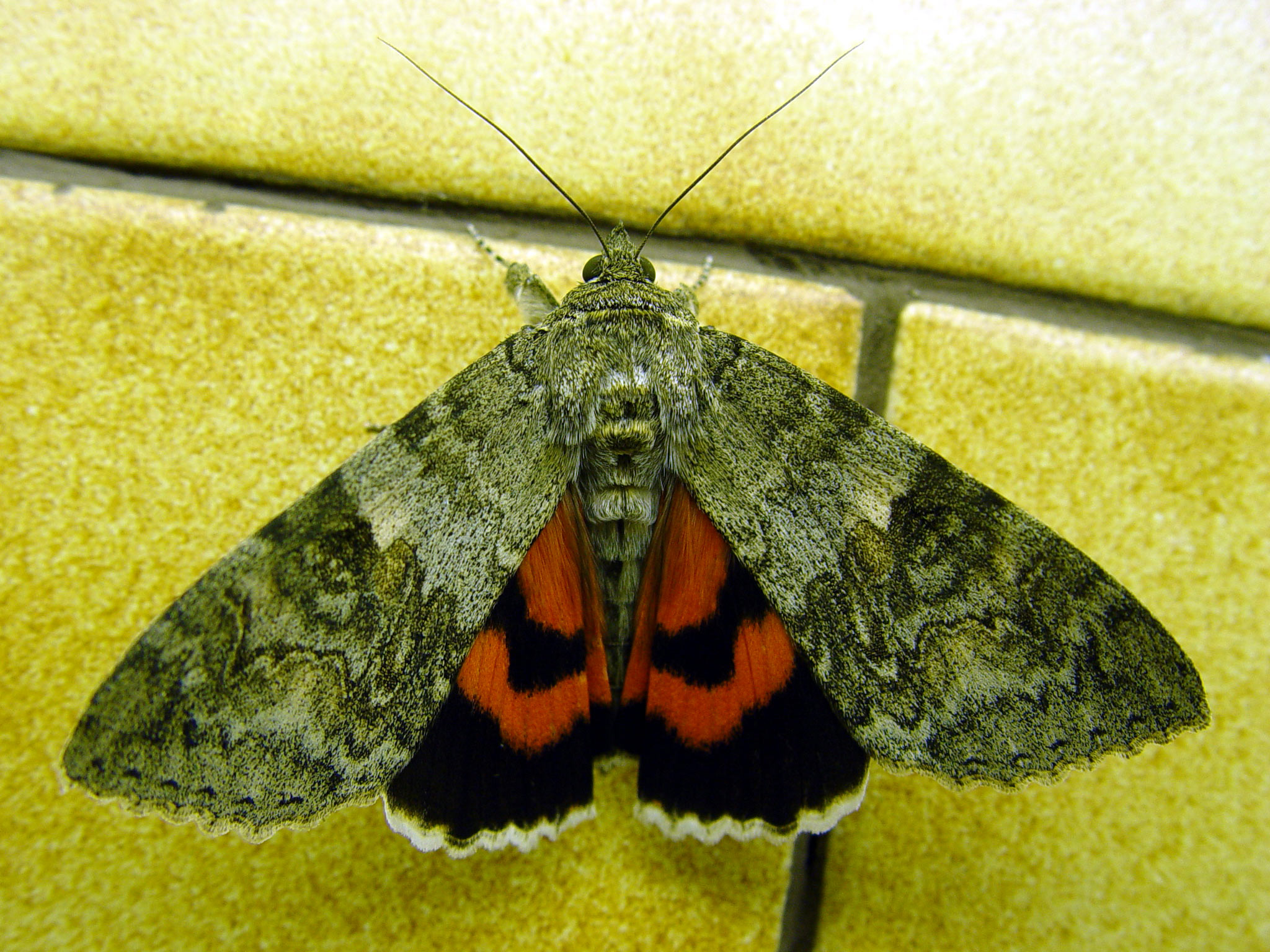
Catocala nupta
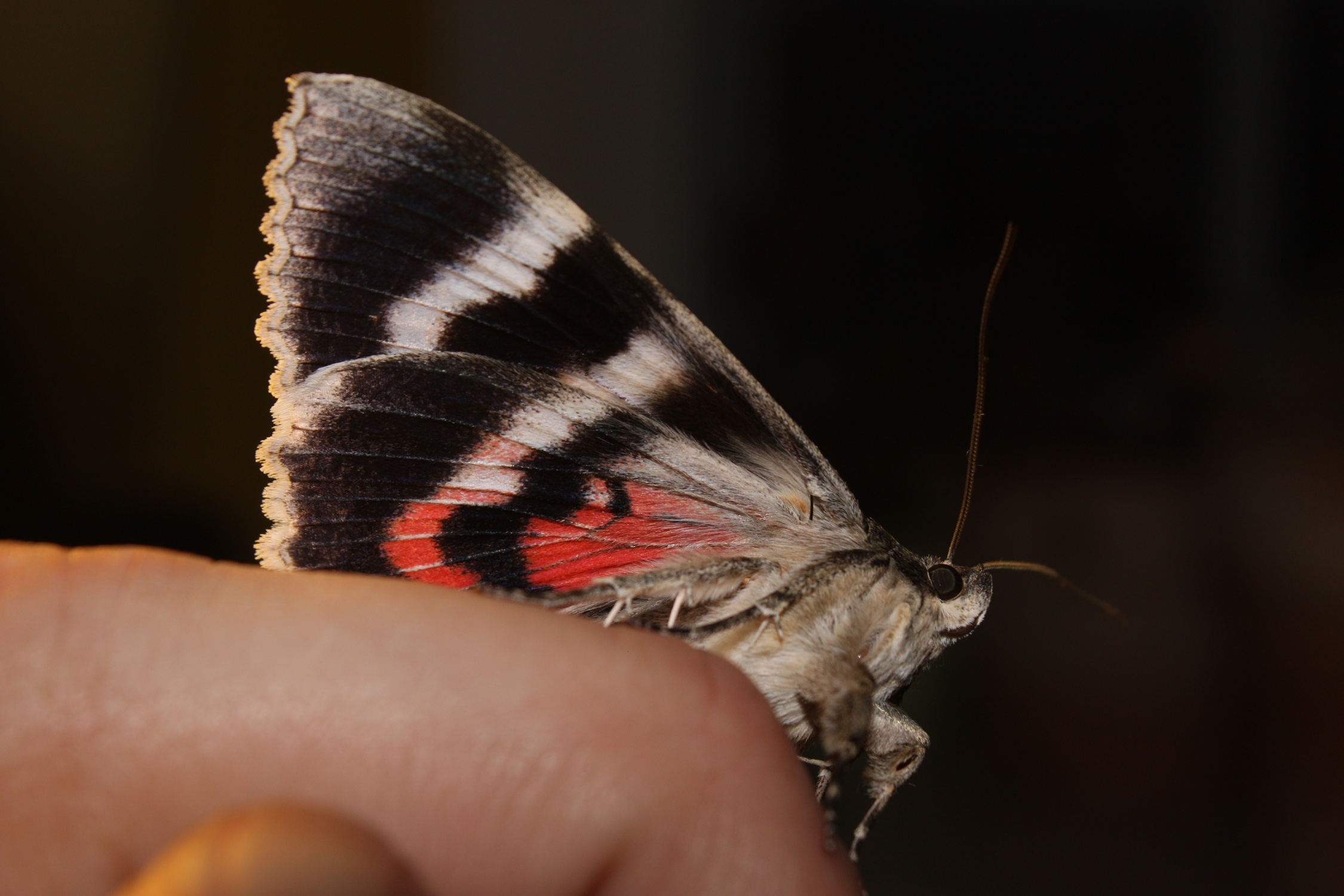
C. nupta vista de sota
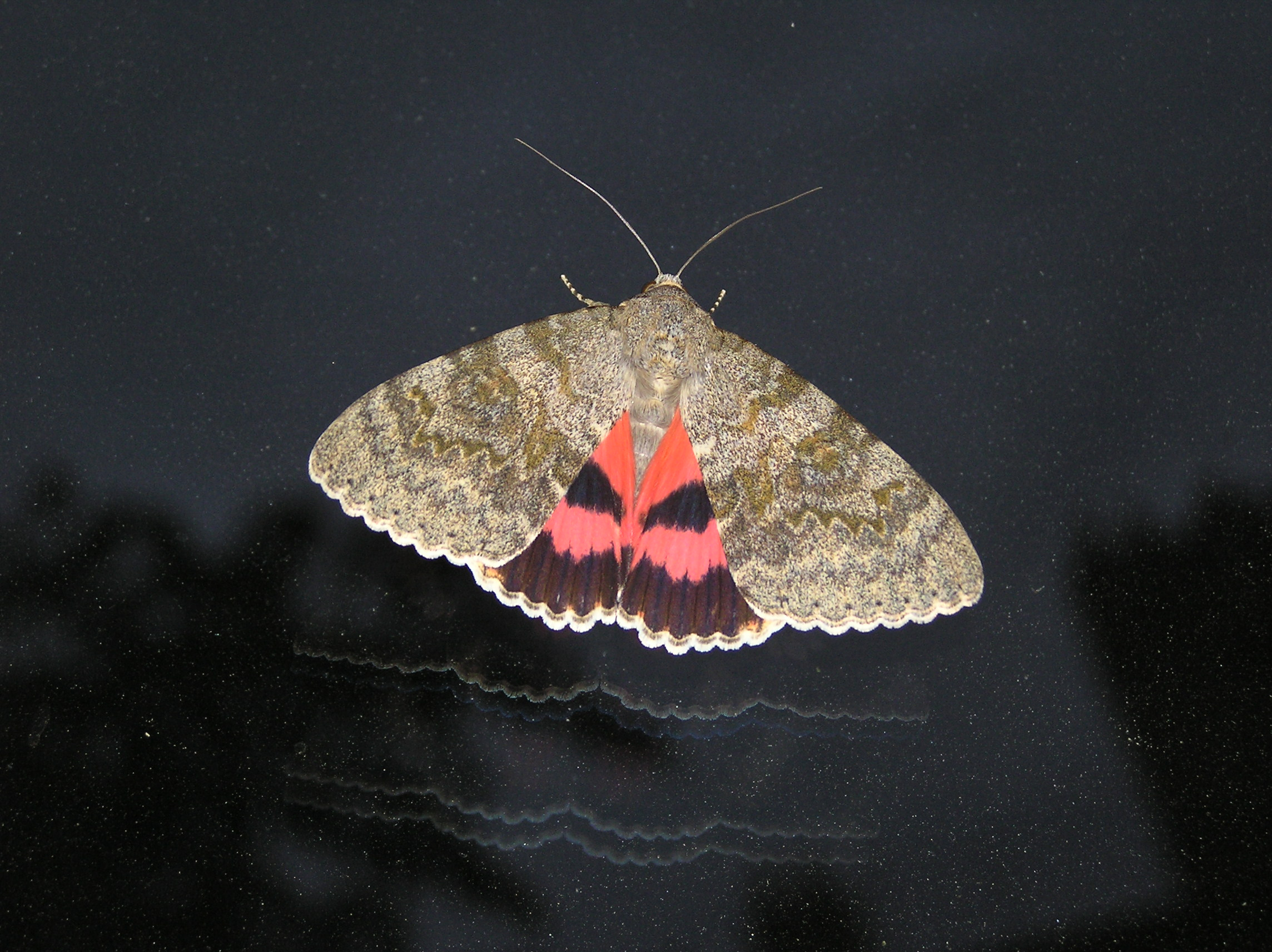
Catocala elocata
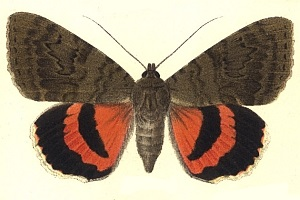
Catocala oberthuri
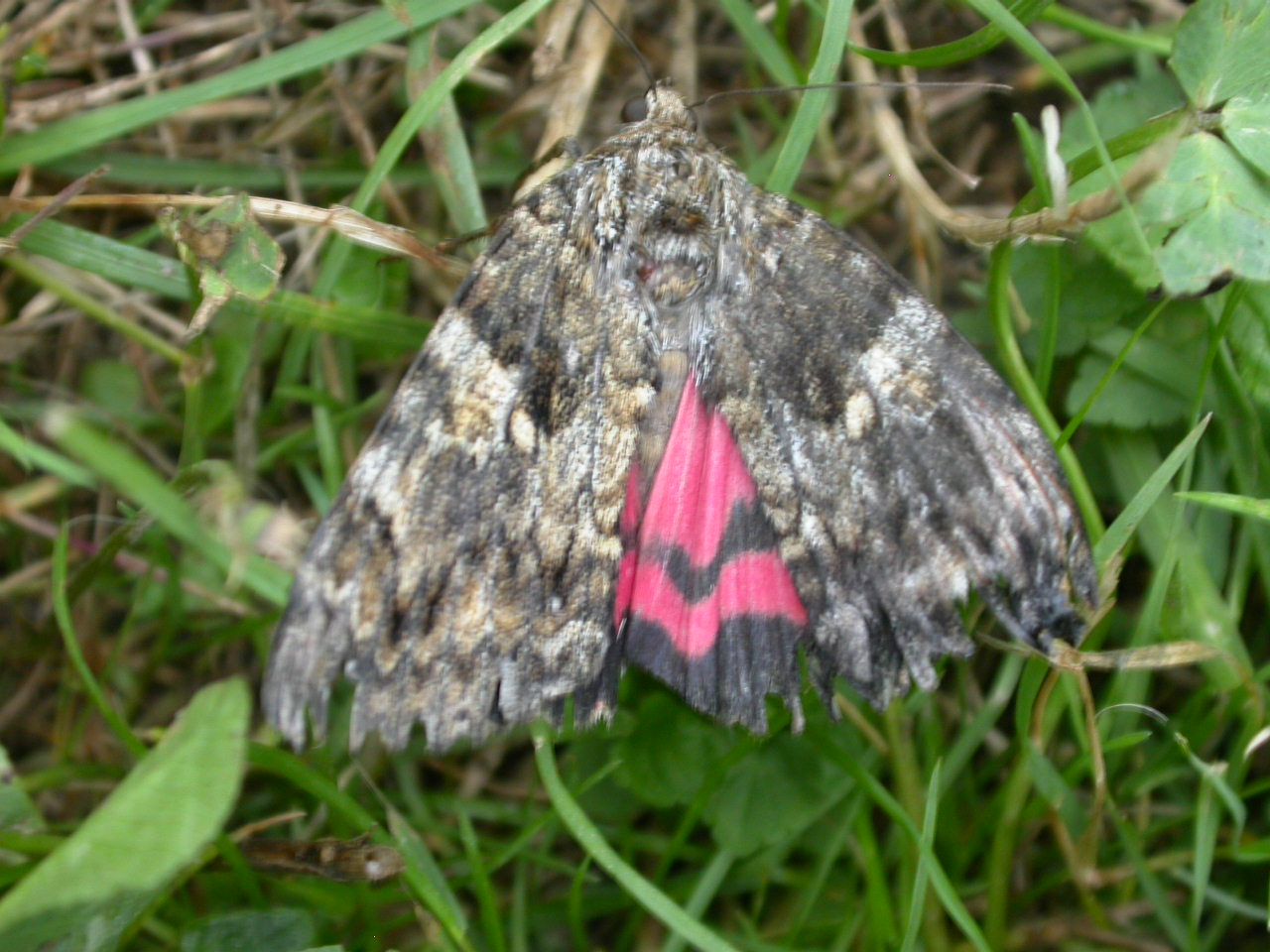
Catocala sponsa
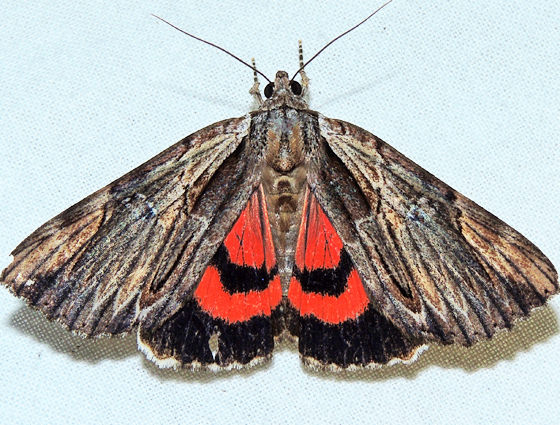
Catocala ultronia
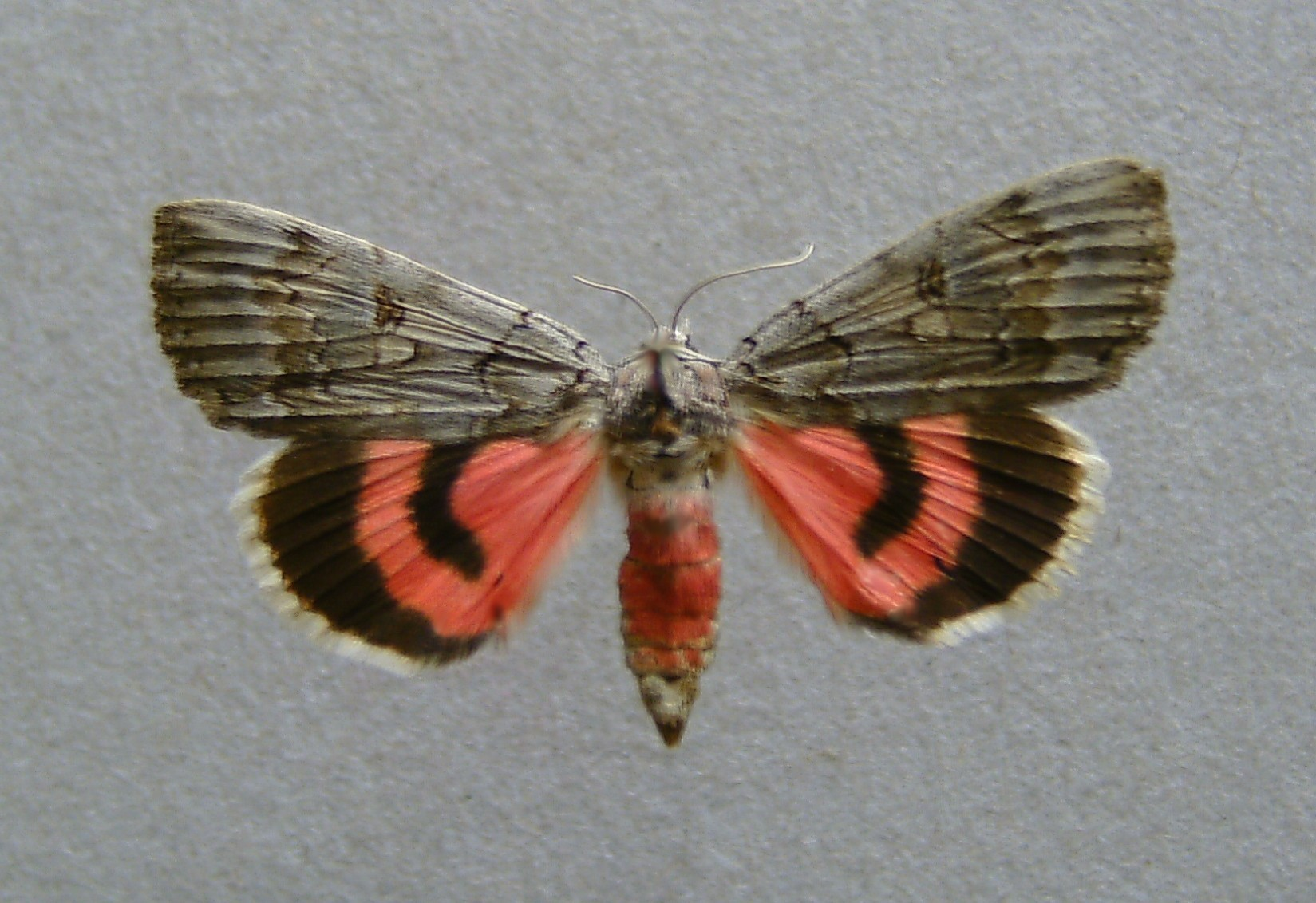
Catocala pacta
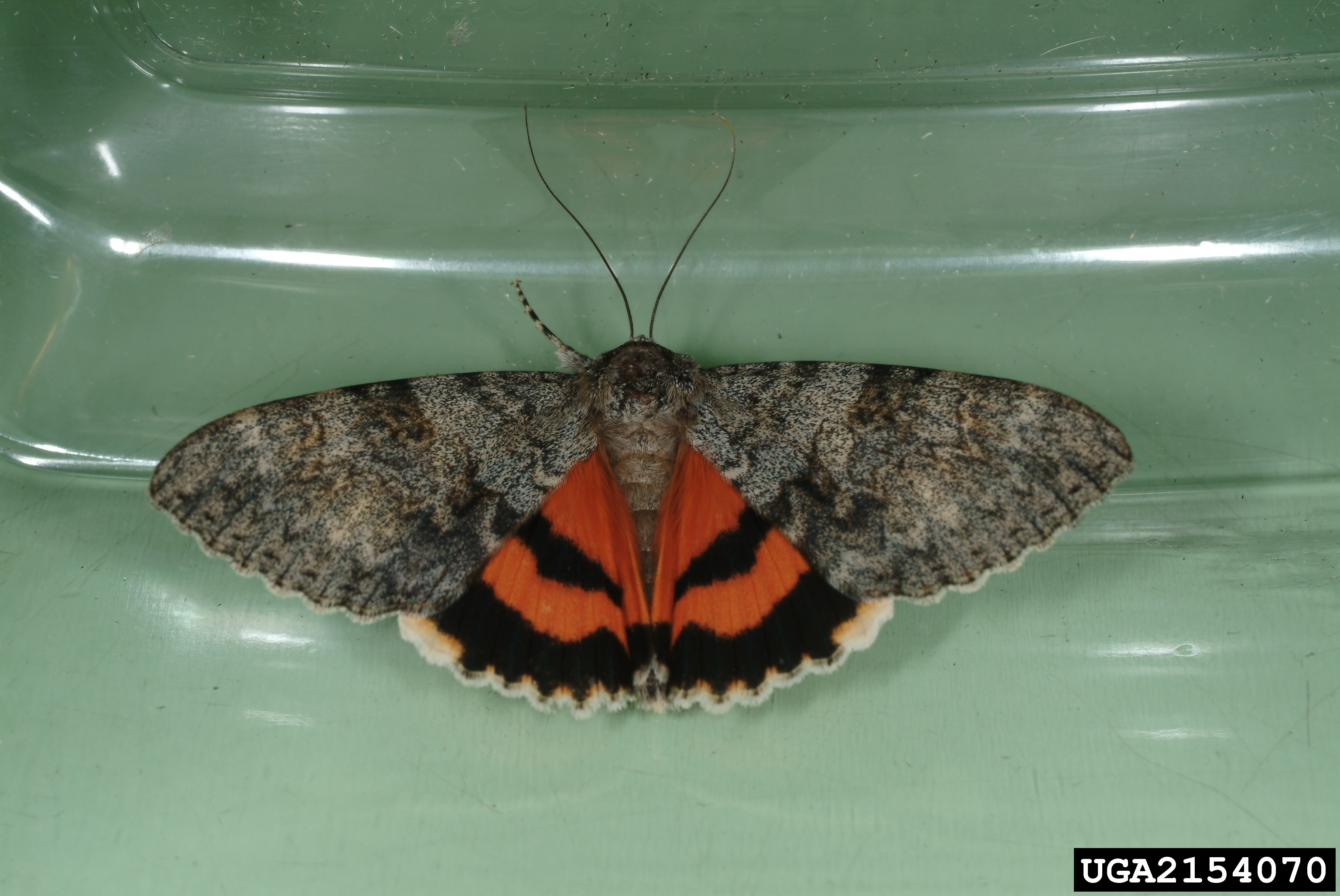
Catocala amatrix
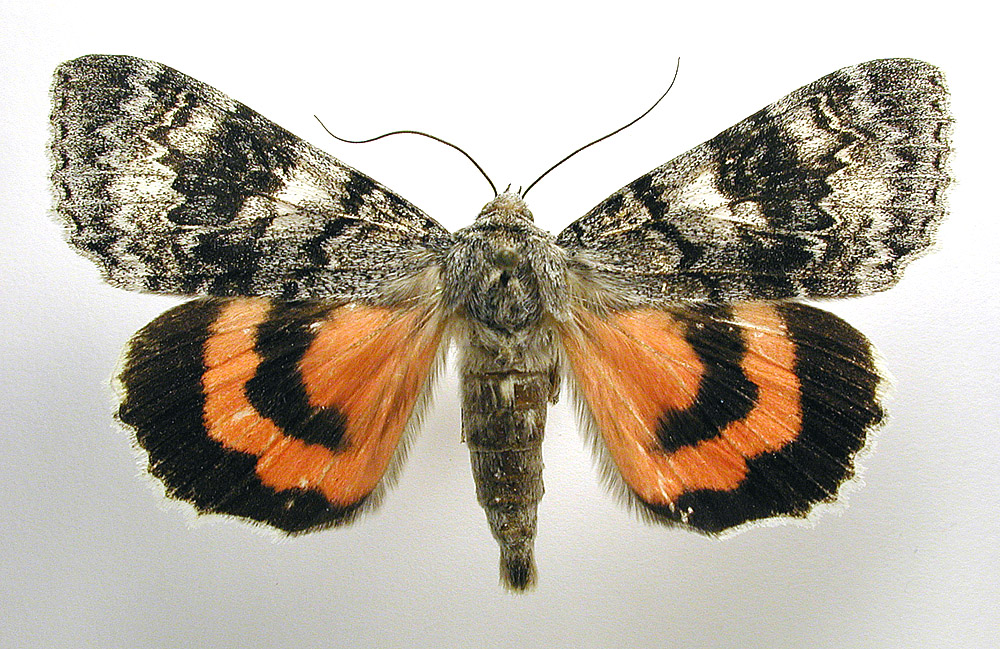
Catocala adultera
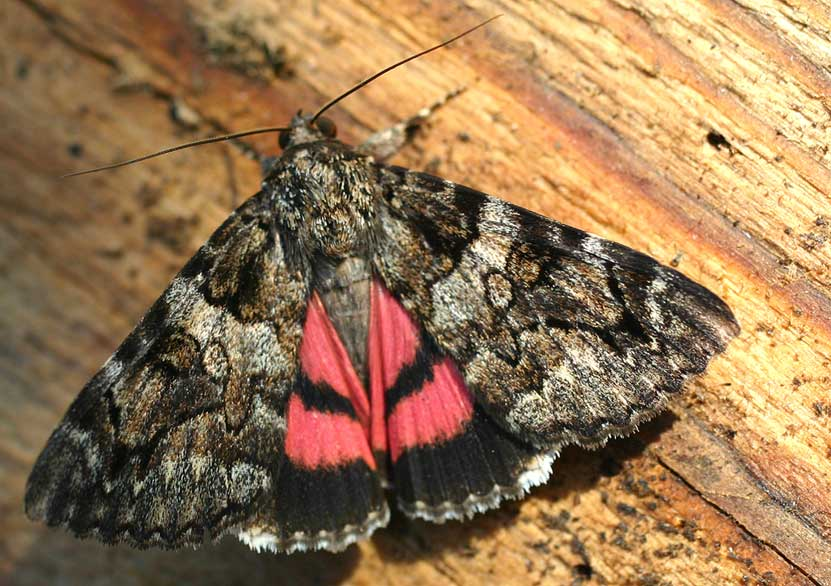
Catocala conjuncta
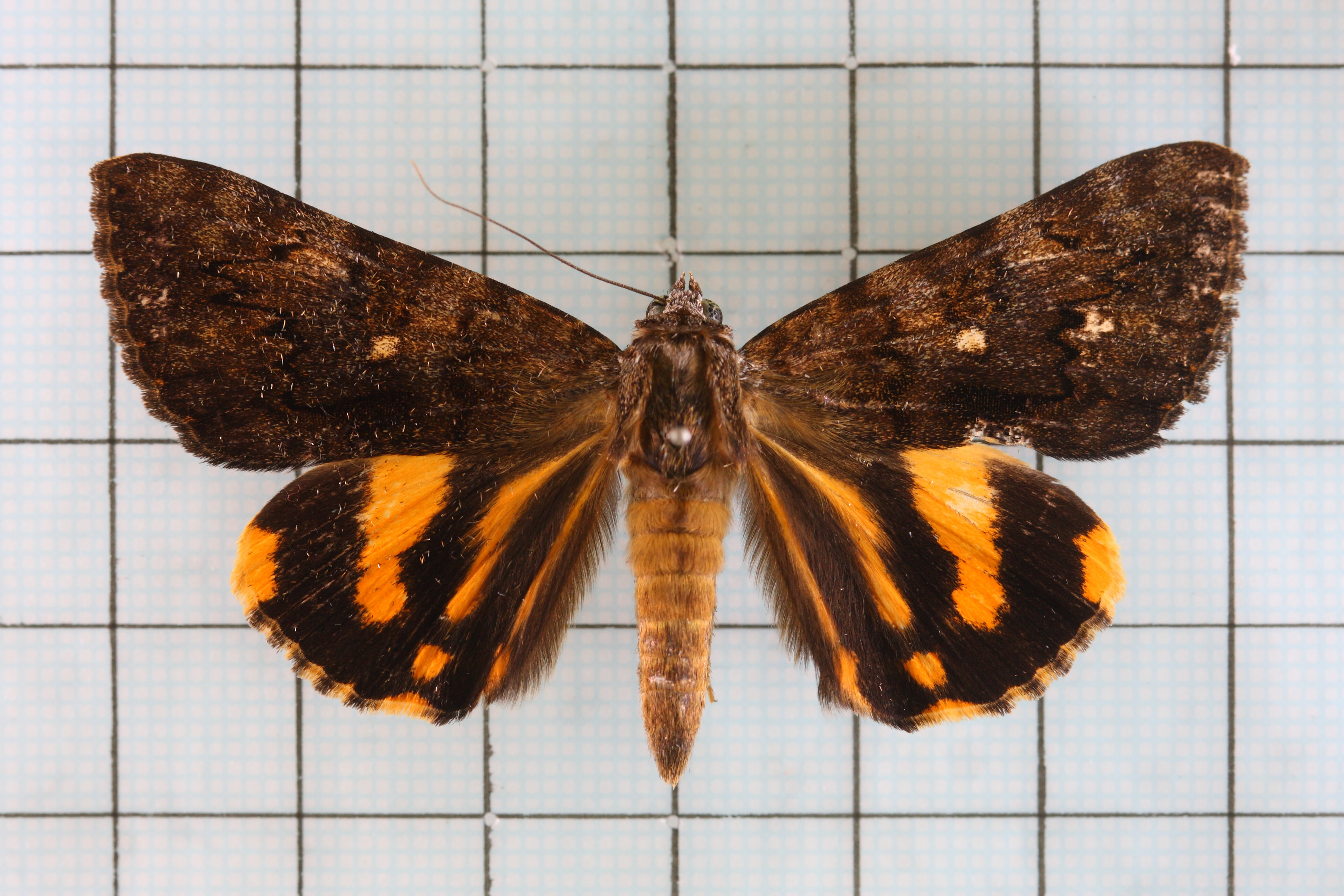
Catocala pataloides
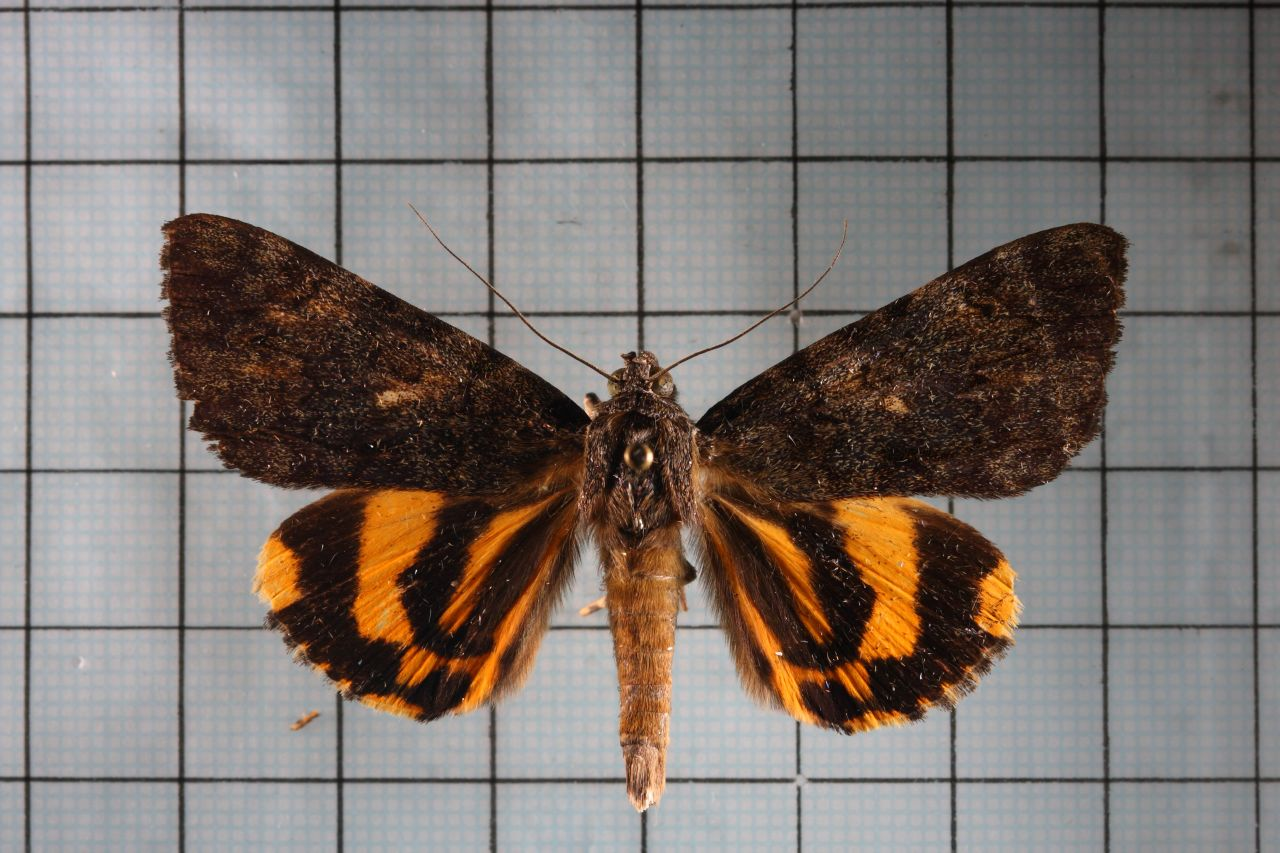
Catocala kuangtungensis
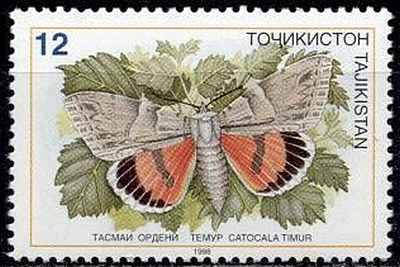
Catocala timur
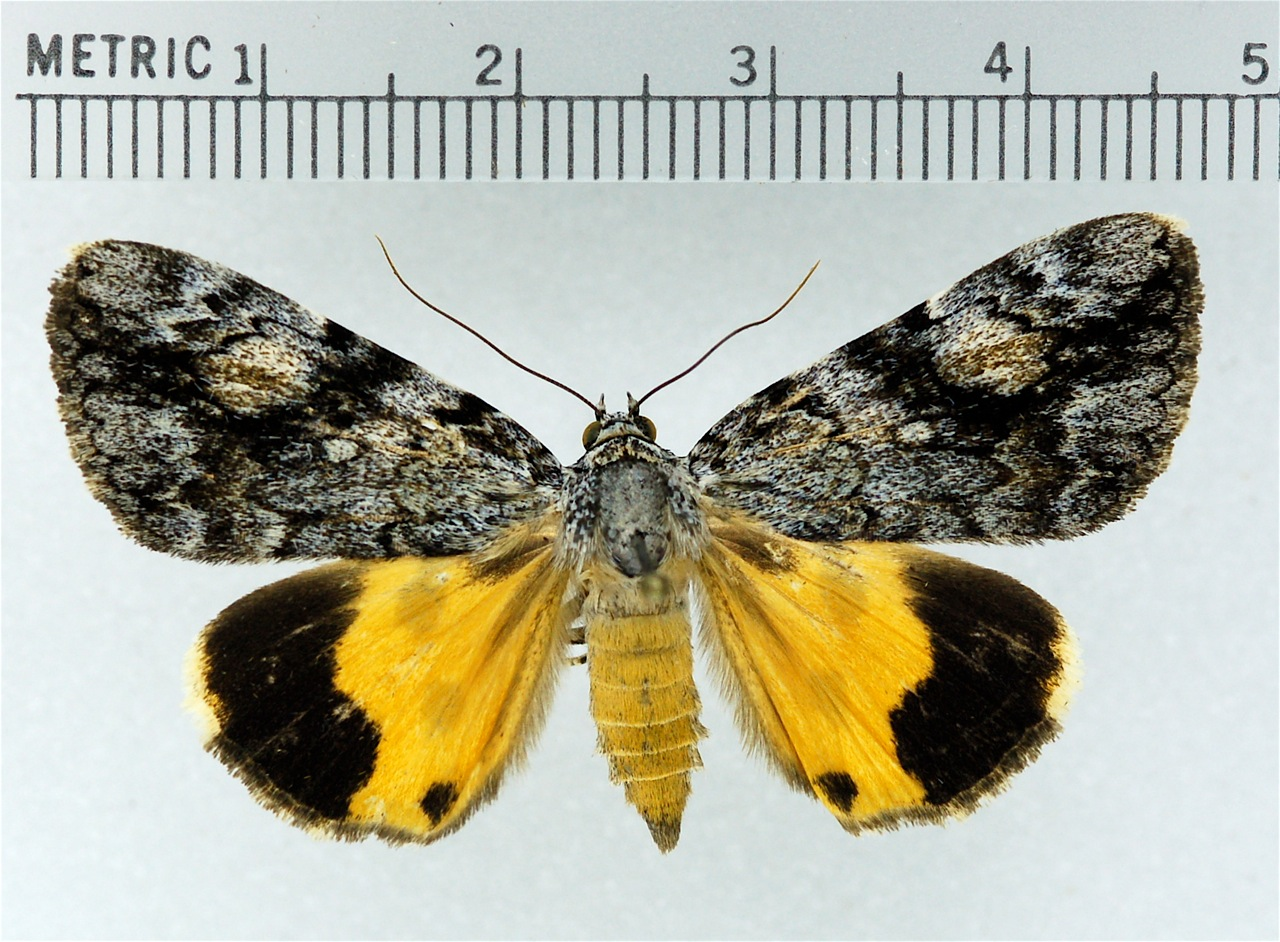
Catocala amica